# Dennis Praet
Dennis Praet (Lovanio, 14 maggio 1994) è un calciatore belga, centrocampista dell'Anversa.
Nel 2012 è stato inserito nella lista dei migliori calciatori nati dopo il 1991 stilata da Don Balón. Nel 2014 viene eletto calciatore dell'anno del campionato belga.

## Caratteristiche tecniche
Centrocampista offensivo ambidestro bravo nel muoversi tra le linee. Dotato di grande tecnica ha nella precisione uno dei punti di forza infatti è abile nelle verticalizzazioni e negli assist per i compagni. In possesso di un buon calcio sia di destro che di sinistro. Di solito è stato utilizzato sulla trequarti ma in alcune occasioni ha ricoperto il ruolo sia di ala sia di centrale di centrocampo con ottimi risultati.

## Carriera

### Club

#### Gli inizi e Anderlecht
Fino a nove anni gioca nelle squadre giovanili della sua città (K Stade Leuven e Oud-Heverlee Leuven) per poi trasferirsi in quelle del Genk.
Nell'estate 2010 si trasferisce all'Anderlecht per la cifra di 650.000 euro. Debutta in prima squadra il 21 settembre 2011, giocando da titolare la partita di Coppa del Belgio vinta 4-0 contro lo Lommel United, nella quale serve anche due assist per i compagni. Il 26 ottobre seguente realizza la sua prima rete da professionista, sempre in una gara di Coppa del Belgio, nella sconfitta per 2-1 contro il Rupel Boom. Quattro giorni dopo, 30 ottobre 2010, debutta in Pro League subentrando al 61º al posto di Fernando Canesin nella partita vinta 4-0 contro il Lierse. Conclude la sua prima stagione con nove presenze e un gol e con la vittoria del suo primo Campionato belga.
Il 22 luglio 2012 sblocca il risultato della finale della Supercoppa del Belgio vinta 3-2 contro il Lokeren. L'8 agosto seguente debutta in Champions League giocando 90 minuti, nei quali segna una rete e fornisce un assist, nel match vinto 6-0 contro i lituani del Ekranas. Il primo gol in campionato è datato invece 30 ottobre 2012 nella vittoria per 5-0 contro il Gent. La stagione si conclude con la vittoria del secondo campionato consecutivo e con quaranta presenze e sei gol.
Nella stagione 2013-2014 Dennis replica i titoli vinti l'anno precedente: vince la sua seconda Supercoppa di Belgio il 21 luglio 2013 (1-0 ai danni del Genk) e il suo terzo campionato, nel quale gioca trenta gare riuscendo a siglare sette reti.
Il 20 luglio 2014 vince la terza Supercoppa di Belgio, sempre ai danni del Lokeren, grazie al risultato di 2-1. La stagione 2014-2015, anche se non vede i biancomalva vittoriosi in campionato, è nuovamente positiva per Dennis che, anche grazie ai nove gol messi a segno in trentanove gare, viene eletto calciatore dell'anno in Belgio nel 2014.
L'annata seguente gioca altre trentasette gare di Jupiler Pro League, nelle quali mette a segno sei gol; inoltre totalizza nove presenze in Europa League, dove l'Anderlecht esce agli ottavi di finale contro lo Shakhtar Donetsk.

#### Sampdoria
Il 24 agosto 2016 si trasferisce a titolo definitivo alla società italiana della Sampdoria per circa 10 milioni di euro. Il giocatore sceglie la maglia numero 18 e sigla un contratto quinquennale da 1.200.000 euro a stagione. Dennis è il primo giocatore belga a vestire la maglia della Sampdoria. Il 28 agosto debutta in blucerchiato, subentrando al 61º a Ricky Álvarez nel corso della seconda gara stagionale contro l'Atalanta, vinta in rimonta per 2-1. Segna il suo primo gol con la Sampdoria il 29 gennaio 2017 nella vittoria per 3-2 contro la Roma. In seguito a una successiva stagione leggermente sotto le aspettative, con una sola rete realizzata nella vittoria per 4-1 contro il Cagliari, viene confermato da Giampaolo tra i titolari nella stagione 2018/19 e si fa notare soprattutto il 16 dicembre 2018 nella gara casalinga vinta per 2-0 contro il Parma grazie a due suoi assist.

#### Leicester City e prestito al Torino
L'8 agosto 2019 si trasferisce a titolo definitivo al Leicester City per circa 20 milioni di euro.
Il 31 agosto 2021 si trasferisce in prestito con diritto di riscatto a 15 milioni di euro al Torino. Il 12 settembre seguente fa il suo esordio con i granata nel successo per 4-0 con la Salernitana. Segna il suo primo gol con i piemontesi il 30 ottobre nel successo per 3-0 contro la Sampdoria, sua ex squadra. Al termine della stagione i Granata non esercitano l'opzione di acquisto, permettendone così il ritorno in Inghilterra.
Tornato al Leicester City per la stagione 2022–2023, va a segno nella vittoria per 4-2 contro l'Aston Villa. Concludendo la stagione al 18º posto, il Leicester retrocede in Championship. Rimasto anche per la stagione 2023–2024, contribuisce alla vittoria del campionato e l'immediata promozione in Premier League. Il 7 giugno 2024, a scadenza del contratto con le Foxes, viene annunciato il suo addio al club, rimanendo svincolato.

#### Anversa
Il 6 settembre 2024, dopo essere rimasto svincolato, torna in patria venendo ingaggiato dall'Anversa, con cui sottoscrive un accordo biennale valido fino al 30 giugno 2026.

### Nazionale

#### Nazionali minori
Dopo aver collezionato trentatré presenze con cinque gol nelle Nazionali giovanili del Belgio, il 6 settembre 2012 esordisce in Under-21 nella gara valida per le qualificazioni a Euro 2013 persa 3-1 contro la Norvegia. Il 4 settembre 2015 segna invece il suo primo gol in Under-21, nella sfida valida per le qualificazioni a Euro 2017 e vinta per 2-0 contro la Lettonia.

#### Nazionale maggiore
Il 12 novembre 2014 a Bruxelles debutta in nazionale maggiore nell'amichevole vinta 3-1 contro l'Islanda, subentrando al 76º al posto di Christian Benteke. Il 5 ottobre 2018 viene richiamato in nazionale dopo 4 anni, per le partite di Nations League contro Svizzera (Nations League) e Paesi Bassi (amichevole).

## Statistiche

### Presenze e reti nei club
Statistiche aggiornate al 7 settembre 2024.
| Stagione              | Squadra               | Campionato            | Campionato | Campionato | Coppe nazionali | Coppe nazionali | Coppe nazionali | Coppe continentali | Coppe continentali | Coppe continentali | Altre coppe | Altre coppe | Altre coppe | Totale | Totale | Totale |
| Stagione              | Squadra               | Comp                  | Pres       | Reti       | Comp            | Pres            | Reti            | Comp               | Pres               | Reti               | Comp        | Pres        | Reti        | Pres   | Reti   |        |
| --------------------- | --------------------- | --------------------- | ---------- | ---------- | --------------- | --------------- | --------------- | ------------------ | ------------------ | ------------------ | ----------- | ----------- | ----------- | ------ | ------ | ------ |
| 2011-2012             | Anderlecht            | D1                    | 7          | 0          | CB              | 2               | 1               | UEL                | 0                  | 0                  | -           | -           | -           | 9      | 1      |        |
| 2012-2013             | Anderlecht            | D1                    | 21+6       | 2          | CB              | 6               | 2               | UCL                | 6                  | 1                  | SB          | 1           | 1           | 40     | 6      |        |
| 2013-2014             | Anderlecht            | D1                    | 28+9       | 3+2        | CB              | 2               | 0               | UCL                | 6                  | 0                  | SB          | 1           | 0           | 46     | 5      |        |
| 2014-2015             | Anderlecht            | D1                    | 20+10      | 5+2        | CB              | 2               | 1               | UCL+UEL            | 6+0                | 1                  | SB          | 1           | 0           | 39     | 9      |        |
| 2015-2016             | Anderlecht            | D1                    | 27+10      | 4+2        | CB              | 0               | 0               | UEL                | 9                  | 0                  | -           | -           | -           | 46     | 6      |        |
| ago. 2016             | Anderlecht            | D1                    | 1          | 0          | CB              | 0               | 0               | UCL+UEL            | 0+1                | 0                  | -           | -           | -           | 2      | 0      |        |
| Totale Anderlecht     | Totale Anderlecht     | Totale Anderlecht     | 104+35     | 14+6       |                 | 12              | 4               |                    | 28                 | 2                  |             | 3           | 1           | 182    | 27     |        |
| ago. 2016-2017        | Sampdoria             | A                     | 32         | 1          | CI              | 2               | 0               | -                  | -                  | -                  | -           | -           | -           | 34     | 1      |        |
| 2017-2018             | Sampdoria             | A                     | 32         | 1          | CI              | 3               | 0               | -                  | -                  | -                  | -           | -           | -           | 35     | 1      |        |
| 2018-2019             | Sampdoria             | A                     | 34         | 2          | CI              | 3               | 0               | -                  | -                  | -                  | -           | -           | -           | 37     | 2      |        |
| Totale Sampdoria      | Totale Sampdoria      | Totale Sampdoria      | 98         | 4          |                 | 8               | 0               |                    | -                  | -                  |             | -           | -           | 106    | 4      |        |
| 2019-2020             | Leicester City        | PL                    | 27         | 1          | FACup+CdL       | 4+5             | 0               | -                  | -                  | -                  | -           | -           | -           | 36     | 1      |        |
| 2020-2021             | Leicester City        | PL                    | 15         | 1          | FACup+CdL       | 2+1             | 0               | UEL                | 6                  | 1                  | -           | -           | -           | 24     | 2      |        |
| 2021-2022             | Torino                | A                     | 23         | 2          | CI              | 1               | 0               | -                  | -                  | -                  | -           | -           | -           | 24     | 2      |        |
| 2022-2023             | Leicester City        | PL                    | 22         | 1          | FACup+CdL       | 2+3             | 0               | -                  | -                  | -                  | -           | -           | -           | 27     | 1      |        |
| 2023-2024             | Leicester City        | FLC                   | 17         | 0          | FACup+CdL       | 2+1             | 1+0             | -                  | -                  | -                  | -           | -           | -           | 20     | 1      |        |
| Totale Leicester City | Totale Leicester City | Totale Leicester City | 75         | 3          |                 | 20              | 1               |                    | 6                  | 1                  |             | -           | -           | 107    | 5      |        |
| 2024-2025             | Anversa               | PL                    | -          | -          | CB              | -               | -               | -                  | -                  | -                  | -           | -           | -           | -      | -      |        |
| Totale carriera       | Totale carriera       | Totale carriera       | 376        | 30         |                 | 40              | 5               |                    | 34                 | 3                  |             | 3           | 1           | 417    | 38     |        |

### Cronologia presenze e reti in nazionale
| Cronologia completa delle presenze e delle reti in nazionale ― Belgio | Cronologia completa delle presenze e delle reti in nazionale ― Belgio | Cronologia completa delle presenze e delle reti in nazionale ― Belgio | Cronologia completa delle presenze e delle reti in nazionale ― Belgio | Cronologia completa delle presenze e delle reti in nazionale ― Belgio | Cronologia completa delle presenze e delle reti in nazionale ― Belgio | Cronologia completa delle presenze e delle reti in nazionale ― Belgio | Cronologia completa delle presenze e delle reti in nazionale ― Belgio |
| Data                                                                  | Città                                                                 | In casa                                                               | Risultato                                                             | Ospiti                                                                | Competizione                                                          | Reti                                                                  | Note                                                                  |
| --------------------------------------------------------------------- | --------------------------------------------------------------------- | --------------------------------------------------------------------- | --------------------------------------------------------------------- | --------------------------------------------------------------------- | --------------------------------------------------------------------- | --------------------------------------------------------------------- | --------------------------------------------------------------------- |
| 12-11-2014                                                            | Bruxelles                                                             | Belgio                                                                | 3 – 1                                                                 | Islanda                                                               | Amichevole                                                            | -                                                                     | 76’                                                                   |
| 16-10-2018                                                            | Bruxelles                                                             | Belgio                                                                | 1 – 1                                                                 | Paesi Bassi                                                           | Amichevole                                                            | -                                                                     | 46’                                                                   |
| 24-3-2019                                                             | Nicosia                                                               | Cipro                                                                 | 0 – 2                                                                 | Belgio                                                                | Qual. Euro 2020                                                       | -                                                                     | 89’                                                                   |
| 6-9-2019                                                              | Serravalle                                                            | San Marino                                                            | 0 – 4                                                                 | Belgio                                                                | Qual. Euro 2020                                                       | -                                                                     | 76’                                                                   |
| 13-10-2019                                                            | Astana                                                                | Kazakistan                                                            | 0 – 2                                                                 | Belgio                                                                | Qual. Euro 2020                                                       | -                                                                     |                                                                       |
| 19-11-2019                                                            | Bruxelles                                                             | Belgio                                                                | 6 – 1                                                                 | Cipro                                                                 | Qual. Euro 2020                                                       | -                                                                     | 68’                                                                   |
| 5-9-2020                                                              | Copenaghen                                                            | Danimarca                                                             | 0 – 2                                                                 | Belgio                                                                | UEFA Nations League 2020-2021 - 1º turno                              | -                                                                     | 57’                                                                   |
| 11-11-2020                                                            | Lovanio                                                               | Belgio                                                                | 2 – 1                                                                 | Svizzera                                                              | Amichevole                                                            | -                                                                     |                                                                       |
| 15-11-2020                                                            | Lovanio                                                               | Belgio                                                                | 2 – 0                                                                 | Inghilterra                                                           | UEFA Nations League 2020-2021 - 1º turno                              | -                                                                     | 83’                                                                   |
| 30-3-2021                                                             | Lovanio                                                               | Belgio                                                                | 8 – 0                                                                 | Bielorussia                                                           | Qual. Mondiali 2022                                                   | 1                                                                     | 71’                                                                   |
| 3-6-2021                                                              | Bruxelles                                                             | Belgio                                                                | 1 – 1                                                                 | Grecia                                                                | Amichevole                                                            | -                                                                     |                                                                       |
| 12-6-2021                                                             | San Pietroburgo                                                       | Belgio                                                                | 3 – 0                                                                 | Russia                                                                | Euro 2020 - 1º turno                                                  | -                                                                     | 77’                                                                   |
| 2-7-2021                                                              | Monaco di Baviera                                                     | Belgio                                                                | 1 – 2                                                                 | Italia                                                                | Euro 2020 - Quarti di finale                                          | -                                                                     | 74’                                                                   |
| 8-9-2021                                                              | Kazan'                                                                | Bielorussia                                                           | 0 – 1                                                                 | Belgio                                                                | Qual. Mondiali 2022                                                   | 1                                                                     |                                                                       |
| 11-6-2022                                                             | Cardiff                                                               | Galles                                                                | 1 – 1                                                                 | Belgio                                                                | UEFA Nations League 2022-2023 - 1º turno                              | -                                                                     | 72’                                                                   |
| Totale                                                                |                                                                       | Presenze                                                              | 15                                                                    |                                                                       | Reti                                                                  | 2                                                                     |                                                                       |

| Cronologia completa delle presenze e delle reti in nazionale ― Belgio under 21 | Cronologia completa delle presenze e delle reti in nazionale ― Belgio under 21 | Cronologia completa delle presenze e delle reti in nazionale ― Belgio under 21 | Cronologia completa delle presenze e delle reti in nazionale ― Belgio under 21 | Cronologia completa delle presenze e delle reti in nazionale ― Belgio under 21 | Cronologia completa delle presenze e delle reti in nazionale ― Belgio under 21 | Cronologia completa delle presenze e delle reti in nazionale ― Belgio under 21 | Cronologia completa delle presenze e delle reti in nazionale ― Belgio under 21 |
| Data                                                                           | Città                                                                          | In casa                                                                        | Risultato                                                                      | Ospiti                                                                         | Competizione                                                                   | Reti                                                                           | Note                                                                           |
| ------------------------------------------------------------------------------ | ------------------------------------------------------------------------------ | ------------------------------------------------------------------------------ | ------------------------------------------------------------------------------ | ------------------------------------------------------------------------------ | ------------------------------------------------------------------------------ | ------------------------------------------------------------------------------ | ------------------------------------------------------------------------------ |
| 6-9-2012                                                                       | Beveren                                                                        | Belgio under 21                                                                | 1 – 3                                                                          | Norvegia under 21                                                              | Qual. Europeo Under-21 2013                                                    | -                                                                              | 33’                                                                            |
| 5-2-2013                                                                       | Malines                                                                        | Belgio under 21                                                                | 1 – 1                                                                          | Spagna under 21                                                                | Amichevole                                                                     | -                                                                              | 59’                                                                            |
| 25-3-2013                                                                      | Lovanio                                                                        | Belgio under 21                                                                | 2 – 0                                                                          | Cipro under 21                                                                 | Qual. Europeo Under-21 2015                                                    | -                                                                              |                                                                                |
| 29-5-2013                                                                      | Hyères                                                                         | Belgio under 21                                                                | 1 – 2                                                                          | Brasile under 21                                                               | Amichevole                                                                     | -                                                                              |                                                                                |
| 31-5-2013                                                                      | Nîmes                                                                          | Belgio under 21                                                                | 0 – 2                                                                          | Portogallo under 21                                                            | Amichevole                                                                     | -                                                                              |                                                                                |
| 11-10-2013                                                                     | Lurgan                                                                         | Irlanda del Nord under 21                                                      | 0 – 1                                                                          | Belgio under 21                                                                | Qual. Europeo Under-21 2015                                                    | -                                                                              | 68’                                                                            |
| 15-11-2013                                                                     | Gornji Milanovac                                                               | Serbia under 21                                                                | 2 – 2                                                                          | Belgio under 21                                                                | Qual. Europeo Under-21 2015                                                    | -                                                                              | 89’                                                                            |
| 5-3-2014                                                                       | Oud-Heverlee                                                                   | Belgio under 21                                                                | 0 – 3                                                                          | Serbia under 21                                                                | Qual. Europeo Under-21 2015                                                    | -                                                                              |                                                                                |
| 5-9-2014                                                                       | Larnaca                                                                        | Cipro under 21                                                                 | 0 – 6                                                                          | Belgio under 21                                                                | Qual. Europeo Under-21 2015                                                    | -                                                                              |                                                                                |
| 4-9-2015                                                                       | Jelgava                                                                        | Lettonia under 21                                                              | 0 – 2                                                                          | Belgio under 21                                                                | Qual. Europeo Under-21 2017                                                    | 1                                                                              | cap.                                                                           |
| 9-10-2015                                                                      | Lovanio                                                                        | Belgio under 21                                                                | 2 – 0                                                                          | Malta under 21                                                                 | Qual. Europeo Under-21 2017                                                    | -                                                                              | cap.                                                                           |
| 23-3-2016                                                                      | Chișinău                                                                       | Moldavia under 21                                                              | 0 – 2                                                                          | Belgio under 21                                                                | Qual. Europeo Under-21 2017                                                    | -                                                                              | cap.                                                                           |
| 28-3-2016                                                                      | Lovanio                                                                        | Belgio under 21                                                                | 1 – 2                                                                          | Montenegro under 21                                                            | Qual. Europeo Under-21 2017                                                    | -                                                                              | cap.                                                                           |
| 2-9-2016                                                                       | Paola                                                                          | Malta under 21                                                                 | 2 – 3                                                                          | Belgio under 21                                                                | Qual. Europeo Under-21 2017                                                    | -                                                                              | cap. 46’                                                                       |
| 6-9-2016                                                                       | Lovanio                                                                        | Belgio under 21                                                                | 2 – 1                                                                          | Rep. Ceca under 21                                                             | Qual. Europeo Under-21 2017                                                    | 1                                                                              | cap. 73’                                                                       |
| 7-10-2016                                                                      | Nikšić                                                                         | Montenegro under 21                                                            | 3 – 0                                                                          | Belgio under 21                                                                | Qual. Europeo Under-21 2017                                                    | -                                                                              | cap. 47’ 67’                                                                   |
| 11-10-2016                                                                     | Lovanio                                                                        | Belgio under 21                                                                | 0 – 1                                                                          | Lettonia under 21                                                              | Qual. Europeo Under-21 2017                                                    | -                                                                              | cap.                                                                           |
| Totale                                                                         |                                                                                | Presenze                                                                       | 17                                                                             |                                                                                | Reti                                                                           | 2                                                                              |                                                                                |

## Palmarès

### Club

#### Competizioni nazionali
- Campionato belga: 3

Anderlecht: 2011-2012, 2012-2013, 2013-2014
- Supercoppa del Belgio: 3

Anderlecht: 2012, 2013, 2014
- Coppa d'Inghilterra: 1

Leicester City: 2020-2021
- Community Shield: 1

Leicester City: 2021
- Football League Championship: 1

Leicester City: 2023-2024

### Individuale
- Calciatore belga dell'anno: 1

2014